# トラムリンク (路面電車車両)
トラムリンク（Tramlink）は、スイスの鉄道車両メーカーであるシュタッドラー・レールが展開する、車内全体が低床構造となっている路面電車車両。2016年以前はドイツのフォスロ・キーペによる展開が行われており、ブランド名もフォスロ・トラムリンク（Vossloh Tramlink）であった。2020年現在、ドイツ、オーストリアを始めとした世界各地の路面電車に導入されている。

## 概要
中間に台車が存在しないフローティング車体を挟んだ、連接式の路面電車車両。車体は欧州連合の鉄道における安全基準であるEN 15227に対応した構造となっており、前面下部にはクラッシャブルゾーンが配置されている。台車はメンテナンスの容易さや曲線走行時の安定性、強度などの利点が多い車軸付き台車が用いられ、主電動機は各車軸の外側、片側の車輪の上部に1基、1つの台車につき2基搭載されている。そのため床上高さは台車の有無によって異なり、存在しない箇所は360 mm、存在する箇所は450 mmとなっているが、双方は緩やかな傾斜によって結ばれているため車内に段差は存在しない。また、車輪については直径600 mmの弾性車輪が用いられ、騒音の抑制が図られている。。
車内の座席はクロスシートを基本としており、車輪が車体部分にはみ出す箇所を覆うように配置されている。この座席配置を含め、乗降扉の位置、編成（3車体、5車体、7車体）、車体寸法、更には架線レス区間への対応などトラムリンクは様々な需要に対応可能なモジュール構造を採用しているのが特徴の1つである。
開発以降はフォスログループの子会社であるフォスロ・キーペによる展開が行われていたが、2016年に同社の鉄道車両製造部門がスイスのシュタッドラー・レールへ売却された事で同社の路面電車車両ブランドの1つとなっている。また、これに合わせてブランド名も「トラムリンク（Tramlink）」へと短縮されている。製造はスペイン・バレンシアにある、2016年以前はフォスロが所有していた工場で行われている。

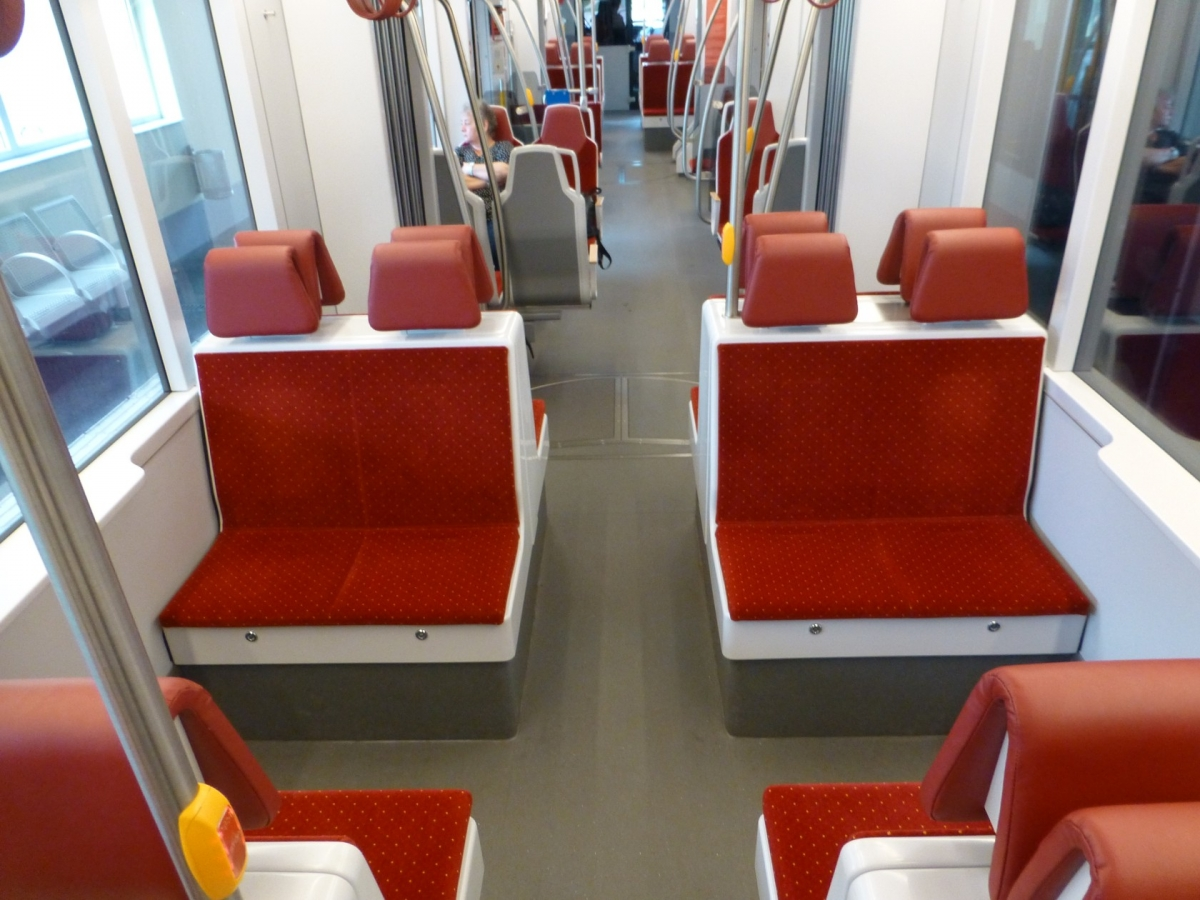
車内（グムンデン）
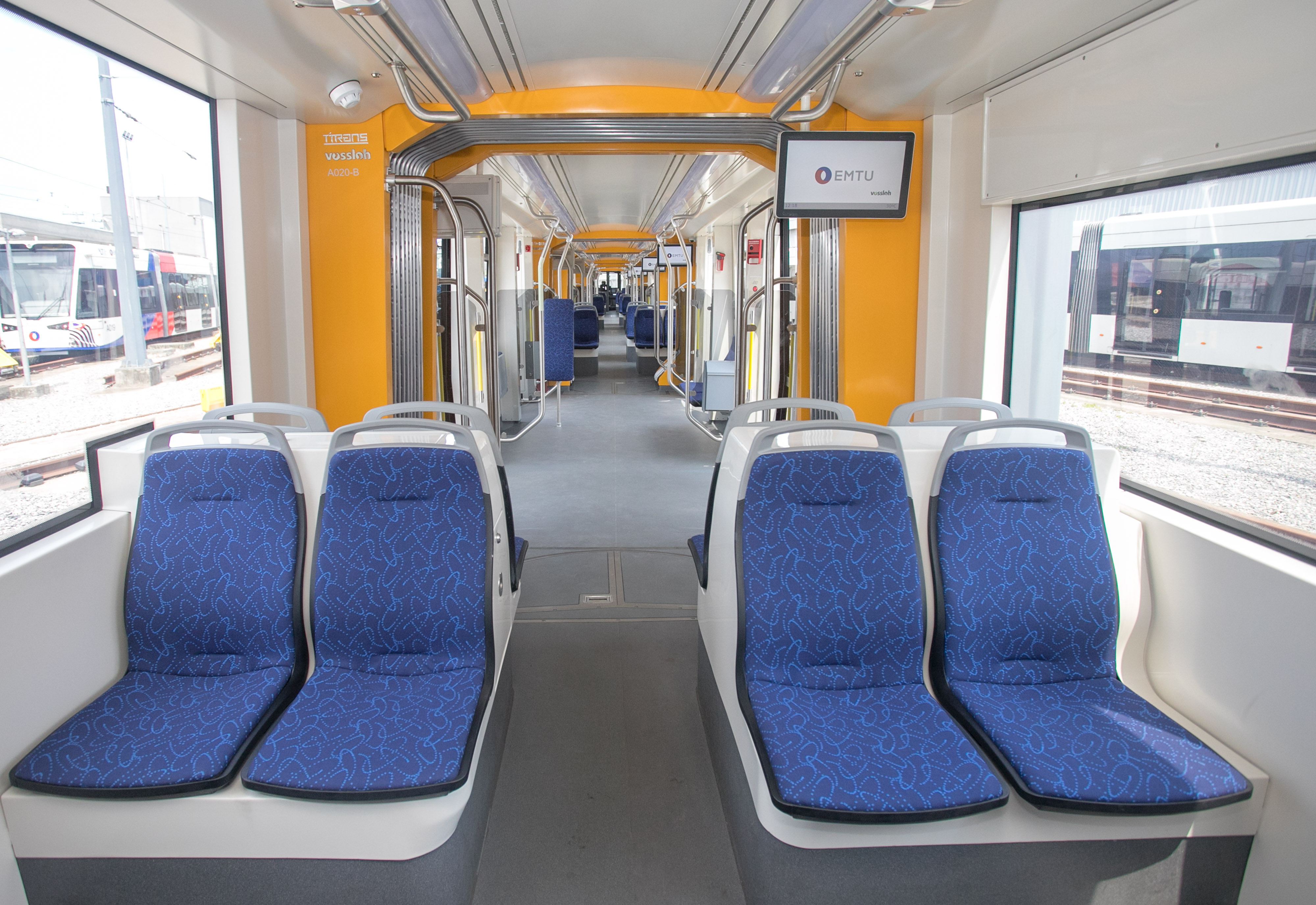
車内（サントス）
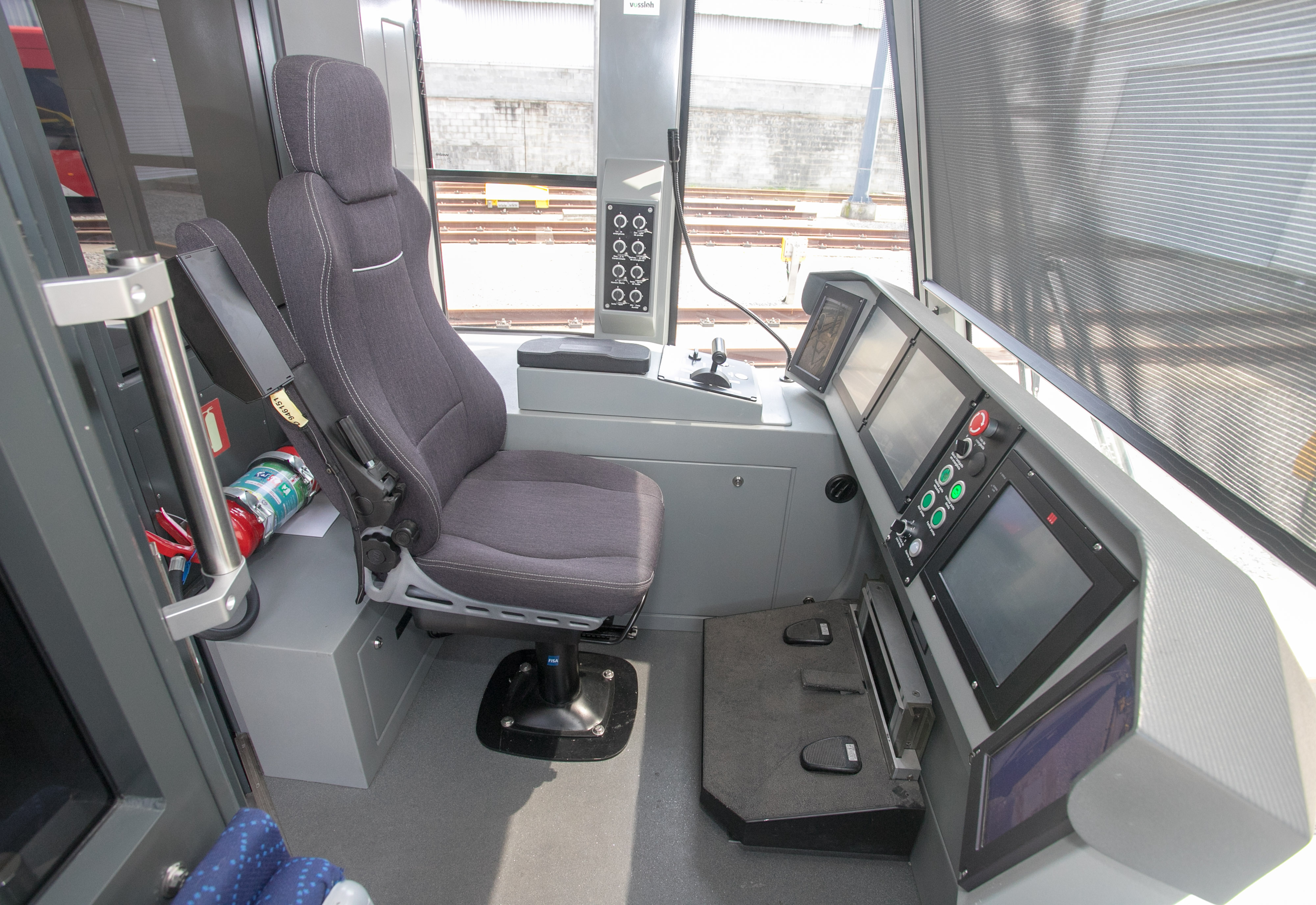
運転台（サントス）
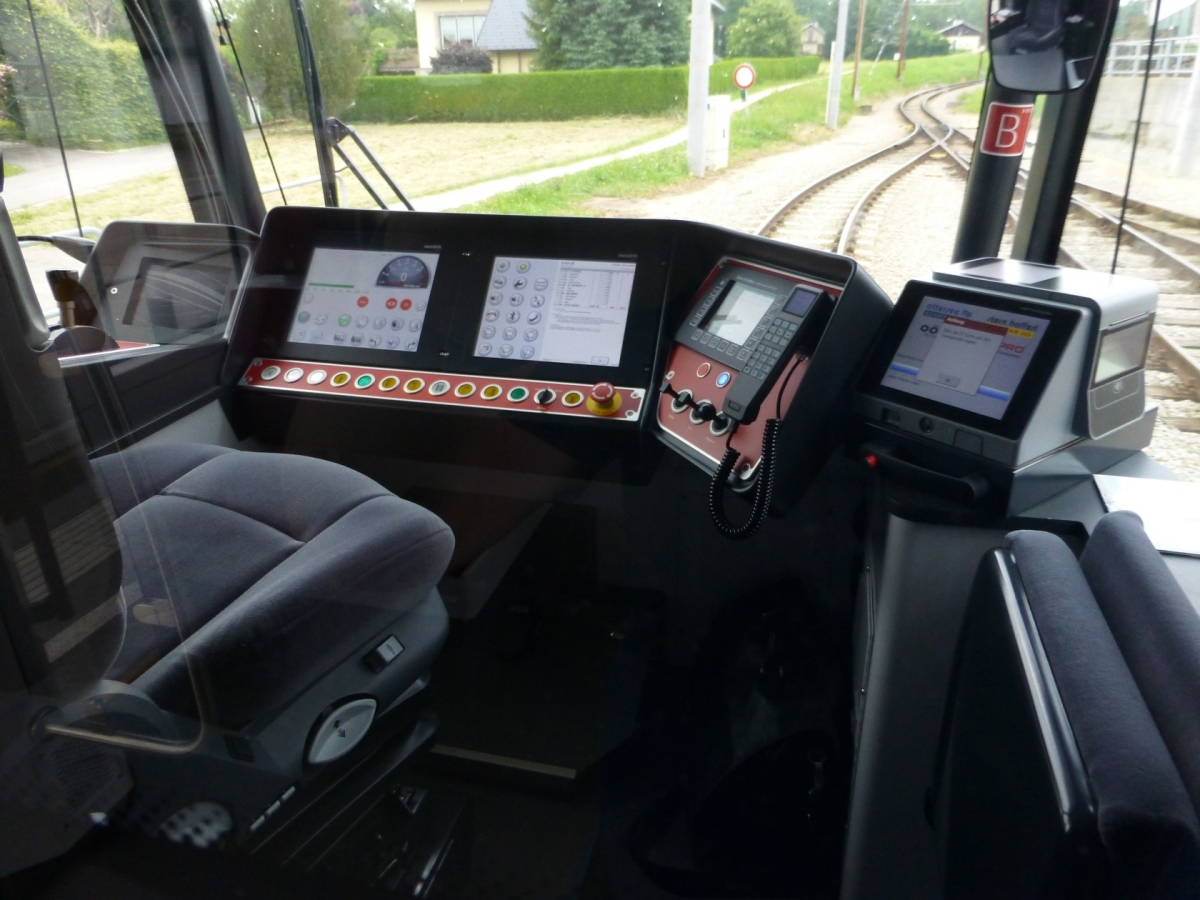
運転台（グムンデン）

## 運用・導入都市
2011年に試作車が製造され、スペイン・バレンシアで試運転が実施された一方、同年には初の導入先となるドイツのロストック（ロストック市電）向けの車両の発注が実施された。これ以降、フォスロ時代はブラジルのサントスやオーストリアのグムンデン向け車両が製造され、シュタッドラーのブランドになって以降もスイス、イタリア等更に販売網を広げ続けている。2025年時点でトラムリンクが使用されている都市、および今後導入が決定している都市は以下の通りである。
| 国           | 都市                                                | 製造企業         | 編成        | 運転台   | 両数        | 軌間    | 備考・参考                           |
| ------------ | --------------------------------------------------- | ---------------- | ----------- | -------- | ----------- | ------- | ------------------------------------ |
| ドイツ       | ロストック (ロストック市電)                         | フォスロ・キーペ | 5車体連接車 | 片運転台 | 13両        | 1,435mm | [ 11 ]                               |
| ドイツ       | エアフルト (エアフルト市電)                         | シュタッドラー   | 7車体連接車 | 片運転台 | 14両(予定)  | 1,000mm | [ 12 ] [ 13 ]                        |
| ドイツ       | アウクスブルク (アウクスブルク市電)                 | シュタッドラー   | 7車体連接車 | 片運転台 | 11両(予定)  | 1,000mm | 2024年以降営業運転開始予定           |
| ドイツ       | イェーナ (イェーナ市電)                             | シュタッドラー   | 7車体連接車 | 両運転台 | 16両(予定)  | 1,000mm | [ 16 ] [ 17 ] [ 18 ]                 |
| ドイツ       | イェーナ (イェーナ市電)                             | シュタッドラー   | 5車体連接車 | 両運転台 | 17両(予定)  | 1,000mm | [ 16 ] [ 17 ] [ 18 ]                 |
| ドイツ       | ポツダム (ポツダム市電)                             | シュタッドラー   | 7車体連接車 | 片運転台 | 10両(予定)  | 1,000mm | 2024年以降導入予定                   |
| ドイツ       | ゴータ (ゴータ市電)                                 | シュタッドラー   | 5車体連接車 | 片運転台 | 4両(予定)   | 1,000mm | 6両の追加発注も可能                  |
| イタリア     | ミラノ (ミラノ市電)                                 | シュタッドラー   | 3車体連接車 | 両運転台 | 105両(予定) | 1,445mm | 詳細は「ミラノ市電7700形電車」を参照 |
| イタリア     | ミラノ (ミラノ市電)                                 | シュタッドラー   | 5車体連接車 | 両運転台 | 25両(予定)  | 1,445mm | 詳細は「ミラノ市電7700形電車」を参照 |
| オーストリア | グムンデン (グムンデン市電)                         | フォスロ・キーペ | 5車体連接車 | 両運転台 | 13両        | 1,000mm | [ 22 ]                               |
| スイス       | ルガーノ (ルガーノ・ポンタ・トレサ鉄道)             | シュタッドラー   | 7車体連接車 | 両運転台 | 9両(予定)   | 1,000mm | [ 23 ]                               |
| スイス       | バーゼル (ヴァルデンブルク鉄道)                     | シュタッドラー   | 7車体連接車 | 両運転台 | 18両(予定)  | 1,000mm | 自動列車運転装置（ATO）に対応        |
| スイス       | チューリッヒ (リムマタルバーン)                     | シュタッドラー   | 7車体連接車 | 両運転台 | 8両(予定)   | 1,000mm | [ 24 ]                               |
| スイス       | ベルン (ベルン市電)                                 | シュタッドラー   | 7車体連接車 | 両運転台 | 20両(予定)  | 1,000mm | [ 25 ] [ 26 ]                        |
| スイス       | ベルン (ベルン市電)                                 | シュタッドラー   | 7車体連接車 | 片運転台 | 7両(予定)   | 1,000mm | [ 25 ] [ 26 ]                        |
| スイス       | ジュネーヴ (ジュネーヴ市電)                         | シュタッドラー   | 7車体連接車 | 片運転台 | 38両(予定)  | 1,000mm | 2025年以降営業運転開始予定           |
| スイス       | ローザンヌ (ローザンヌ・トラム)                     | シュタッドラー   | 7車体連接車 | 両運転台 | 10両(予定)  | 1,435mm | 2025年以降営業運転開始予定           |
| スペイン     | タラゴナ (トラムカンプ)                             | シュタッドラー   | 5車体連接車 | 片運転台 | 7両(予定)   | 1,435mm | 2028年以降開通予定                   |
| ブラジル     | サントス (バイシャーダ・サンティスタ・ライトレール) | フォスロ・キーペ | 7車体連接車 | 両運転台 | 22両        | 1,435mm | [ 32 ]                               |

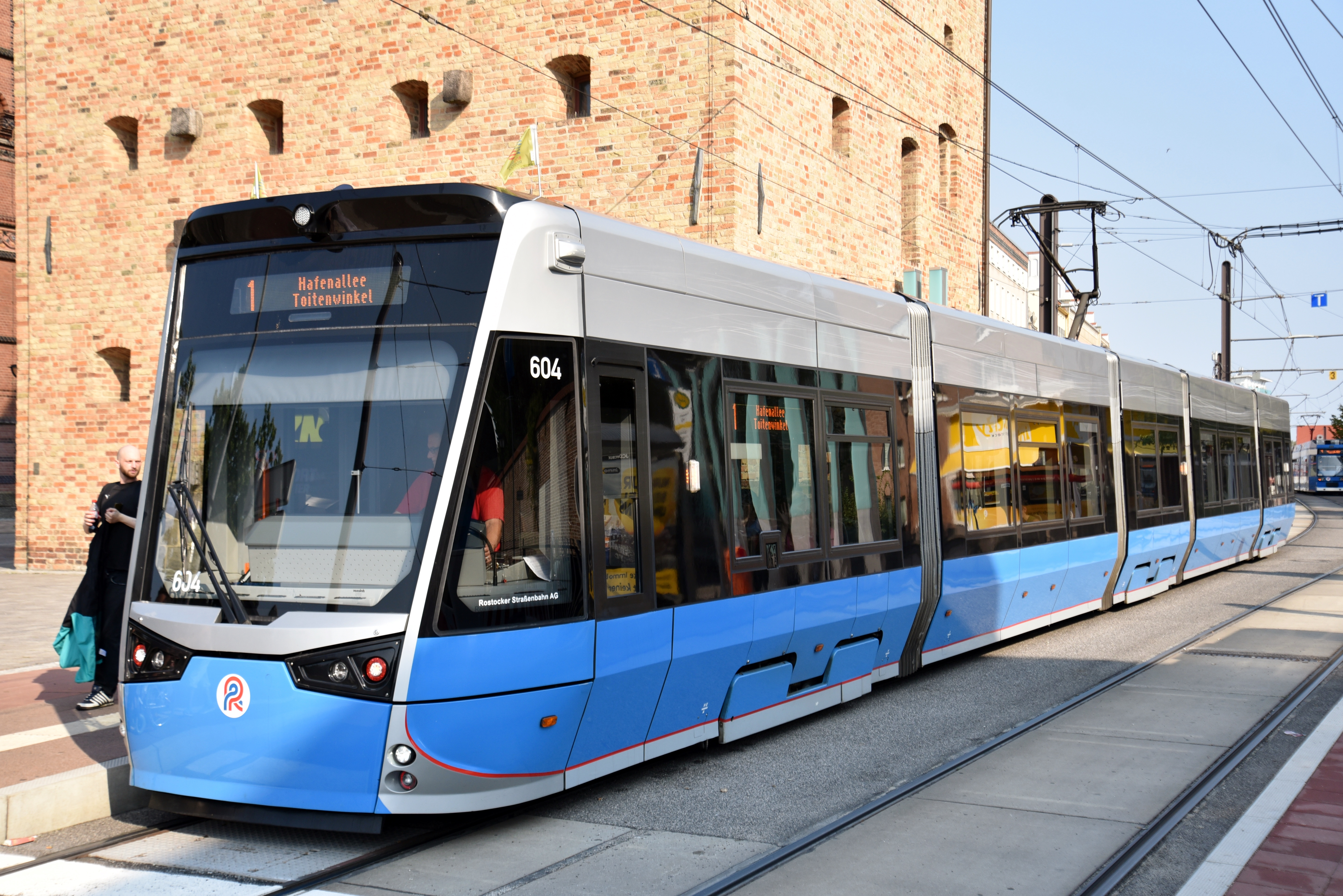
ドイツ：ロストック
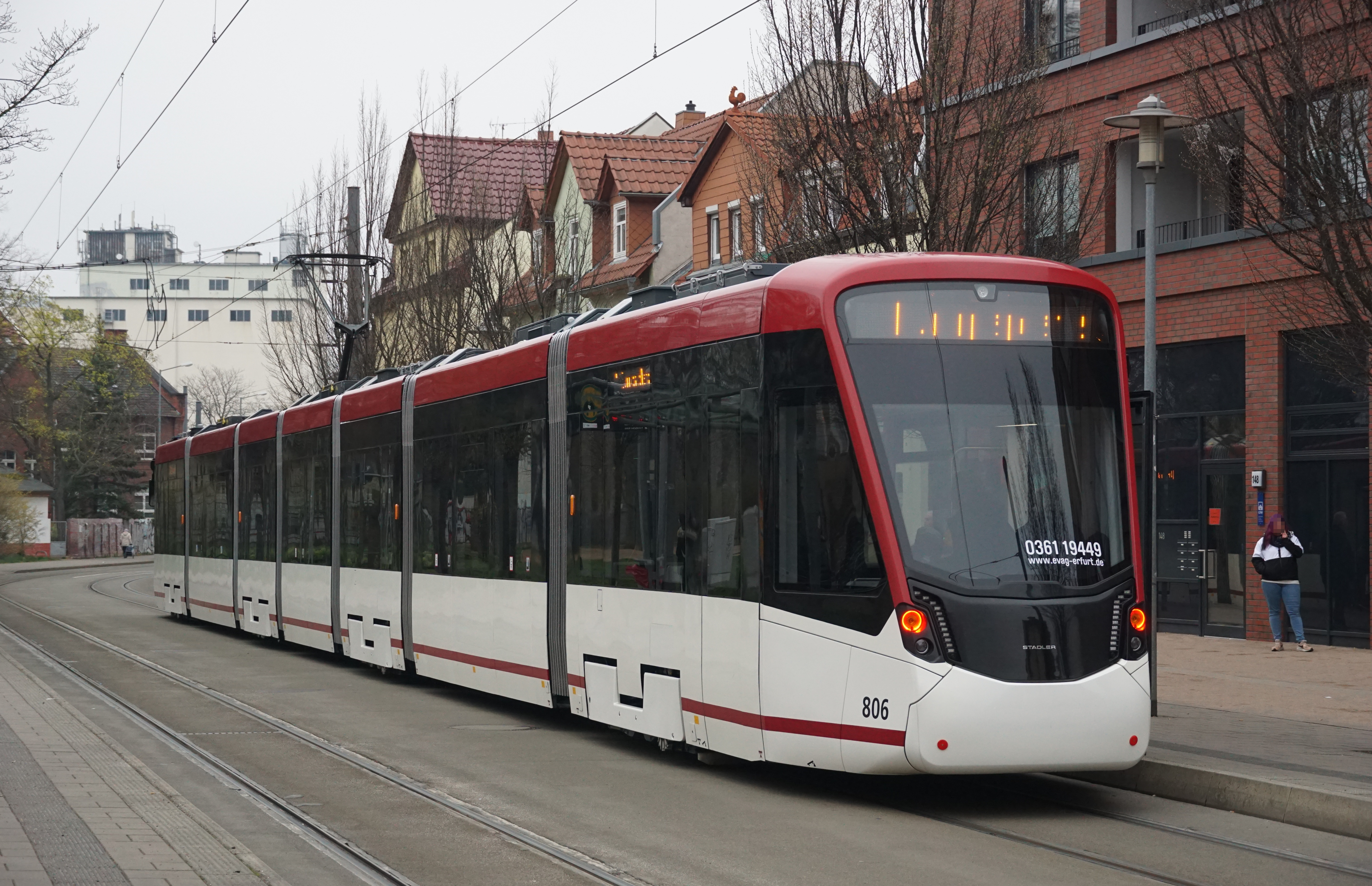
ドイツ：エアフルト
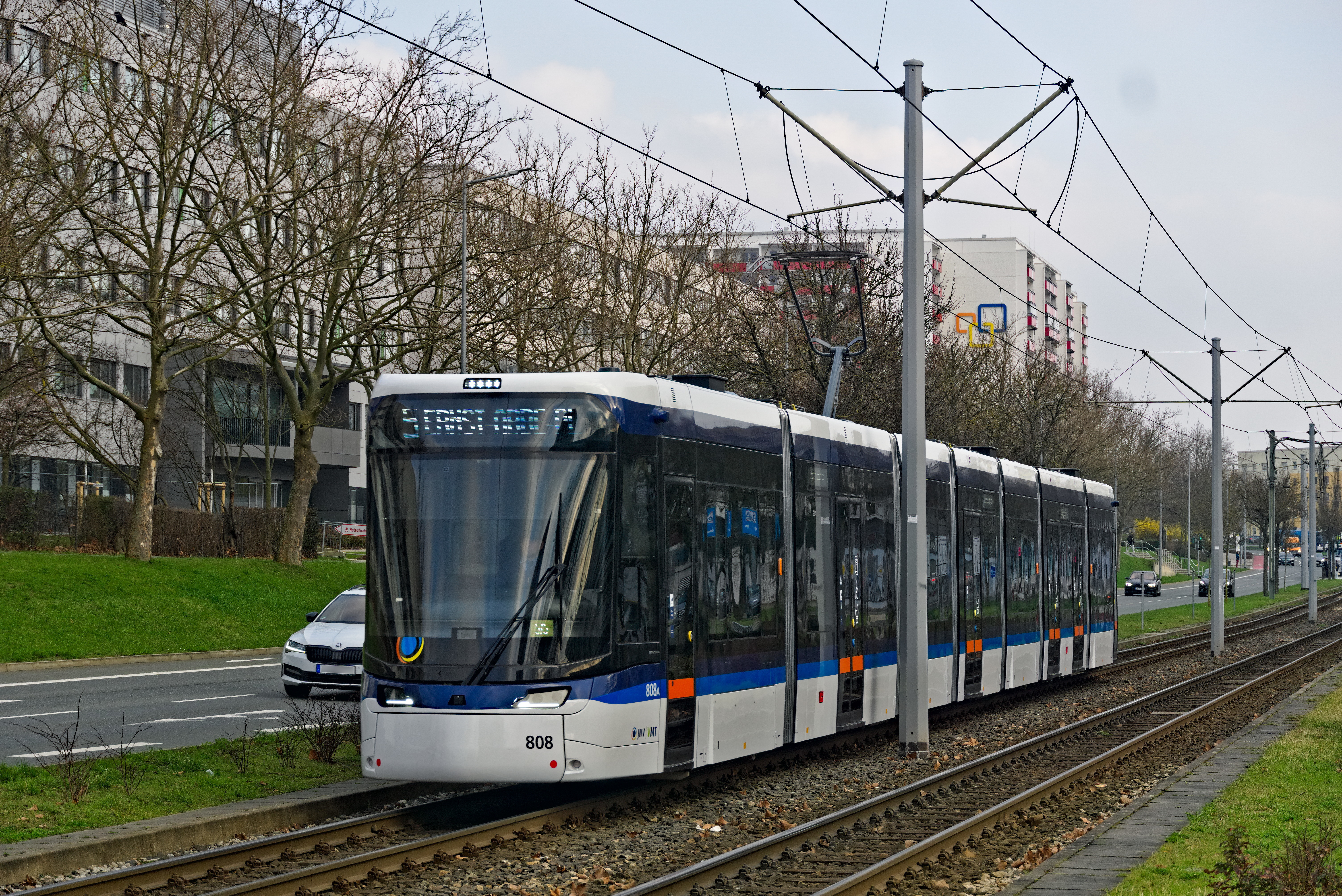
ドイツ：イェーナ
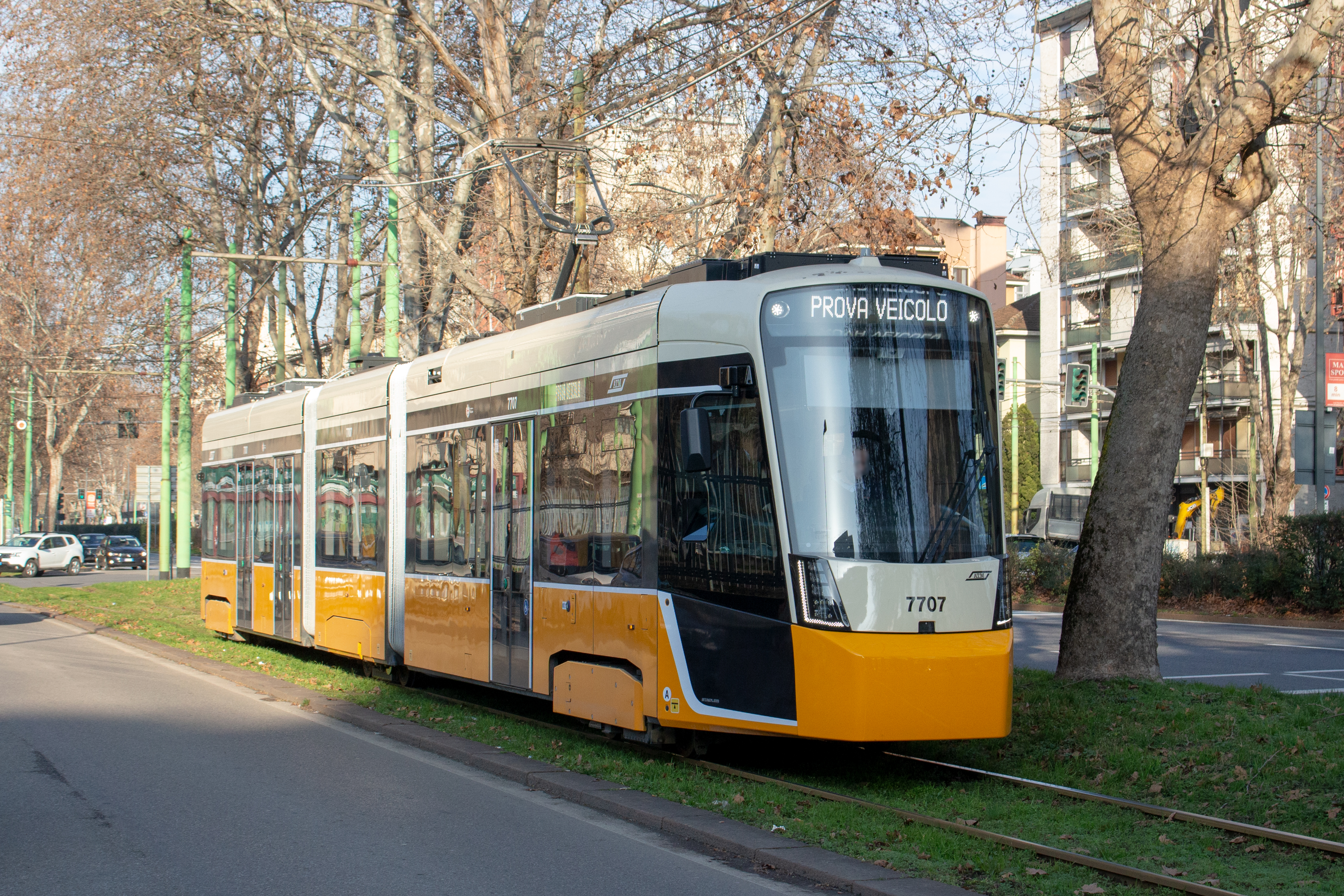
イタリア：ミラノ
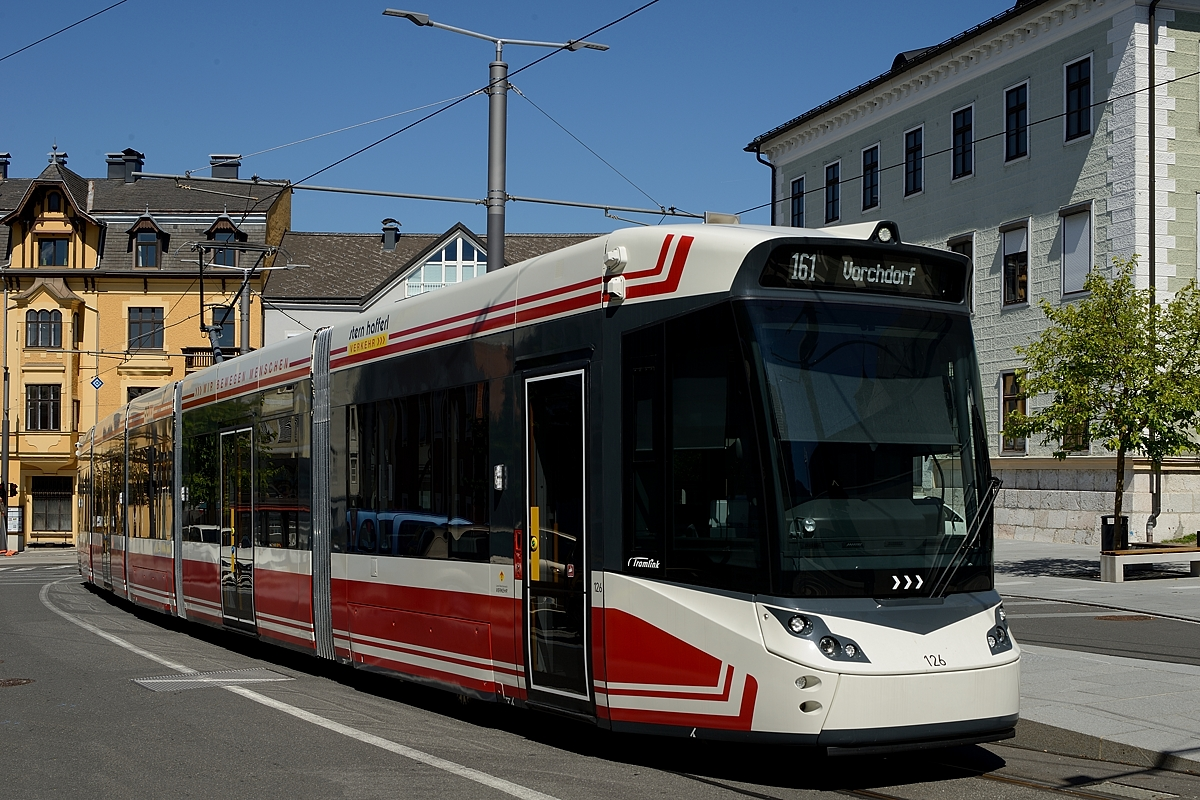
オーストリア：グムンデン
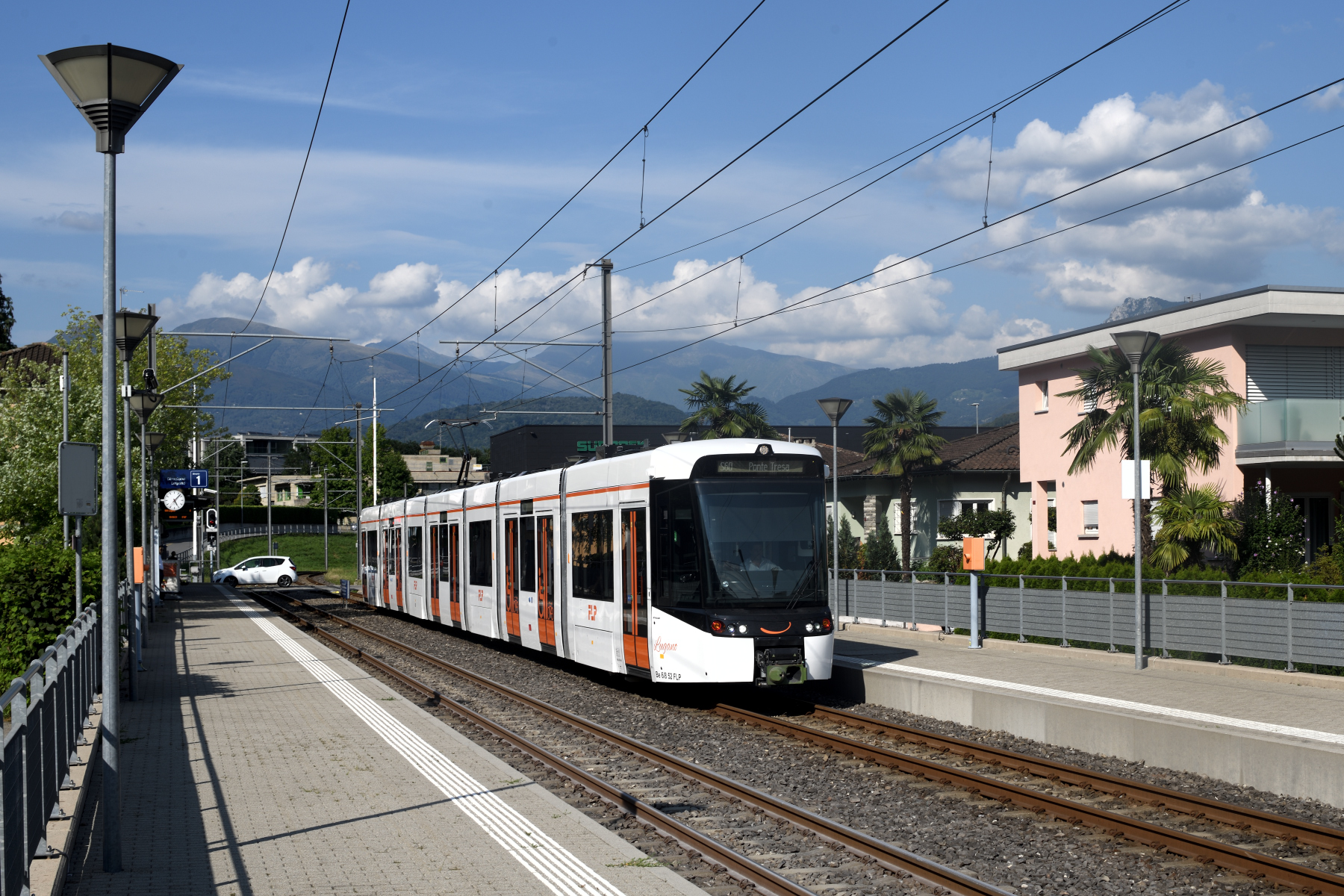
スイス：ルガーノ
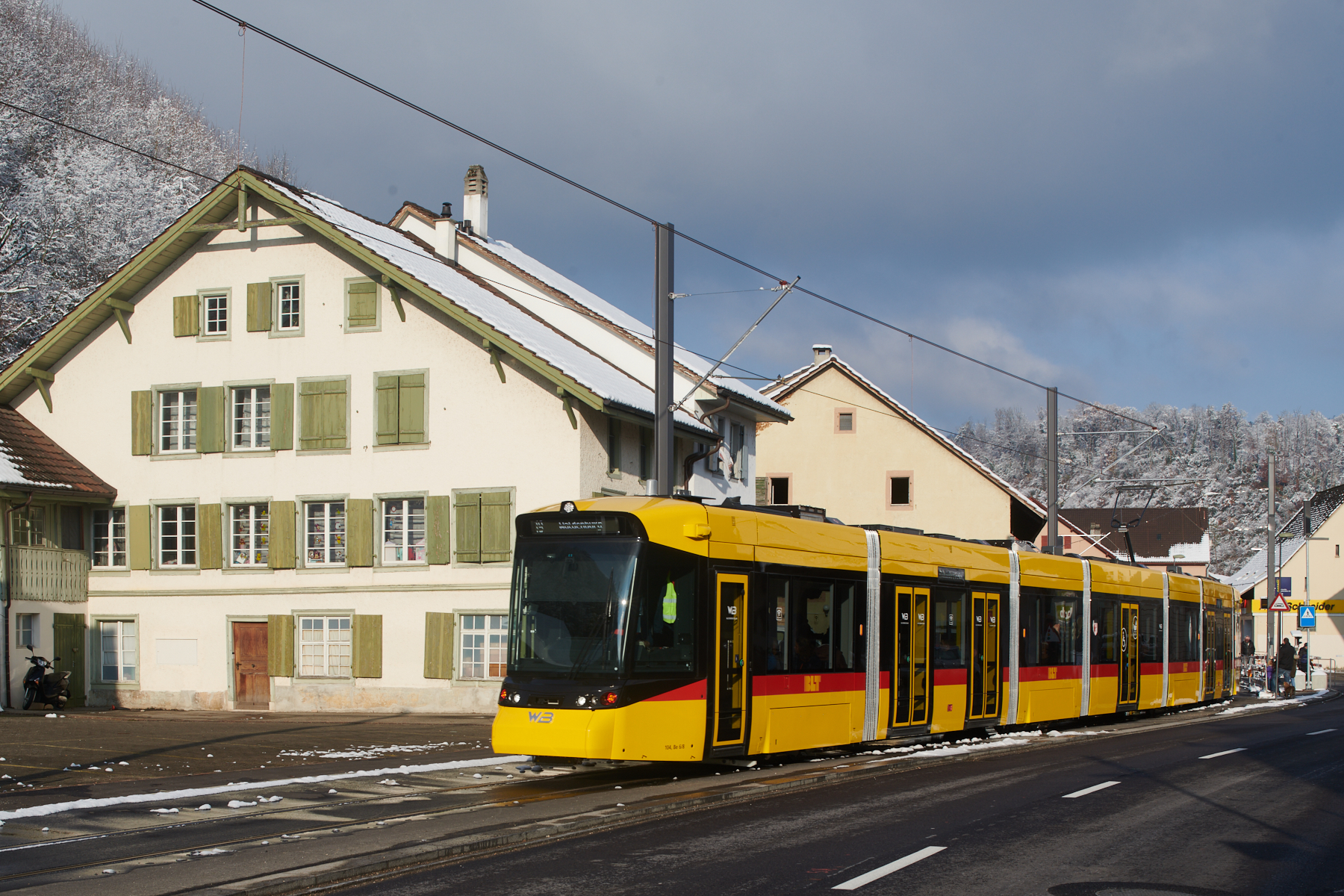
スイス：バーゼル
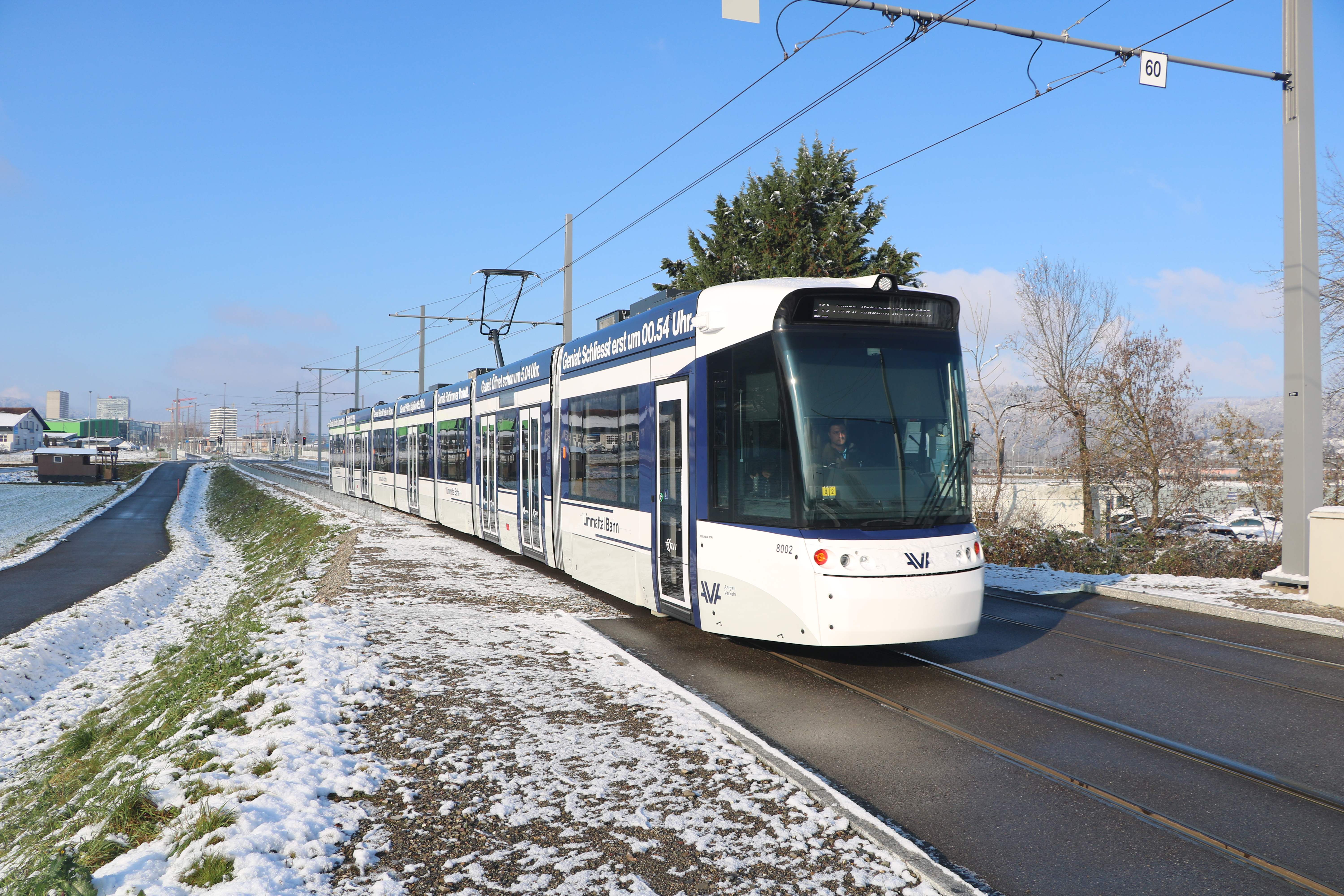
スイス：チューリッヒ
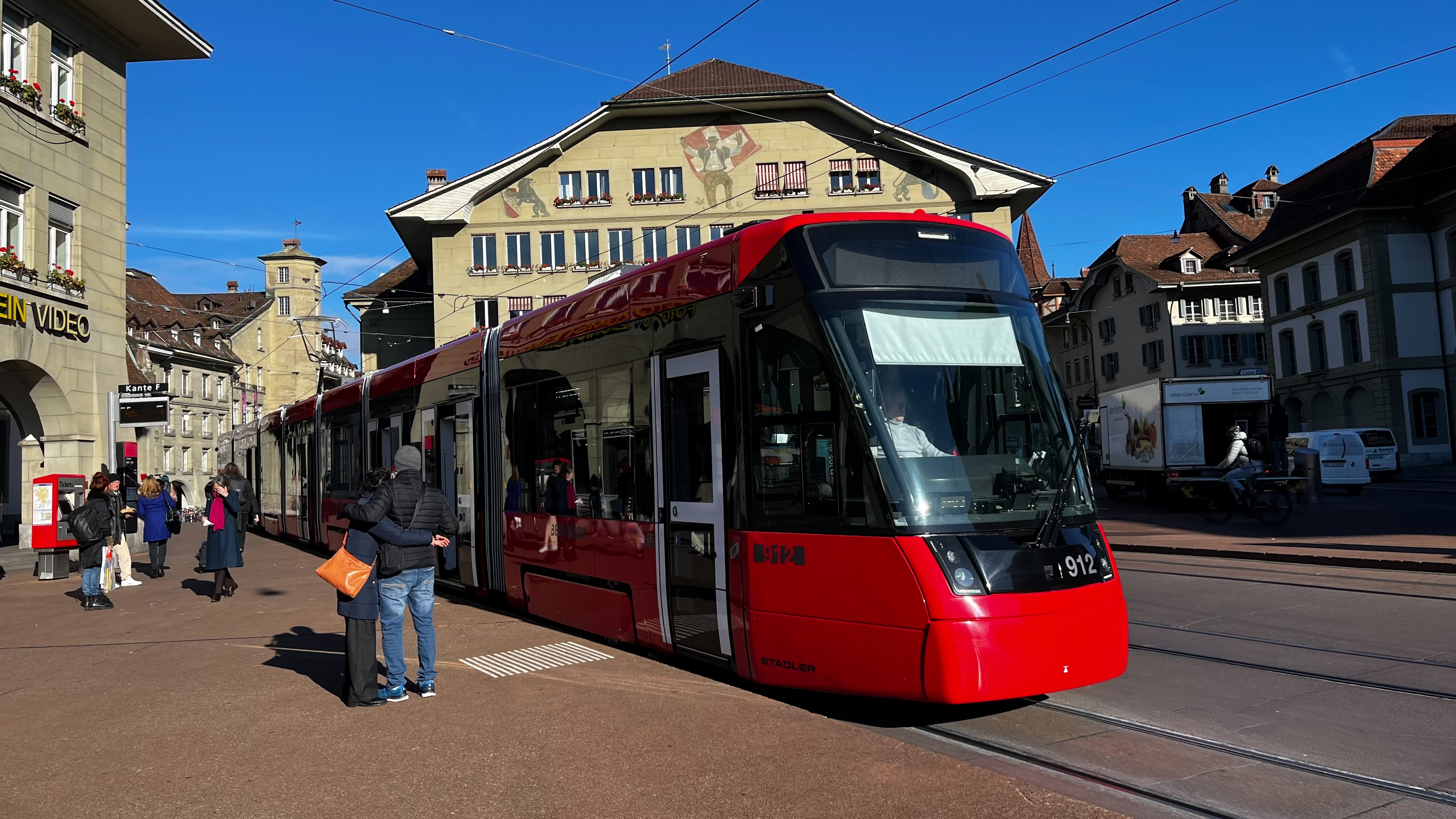
スイス：ベルン
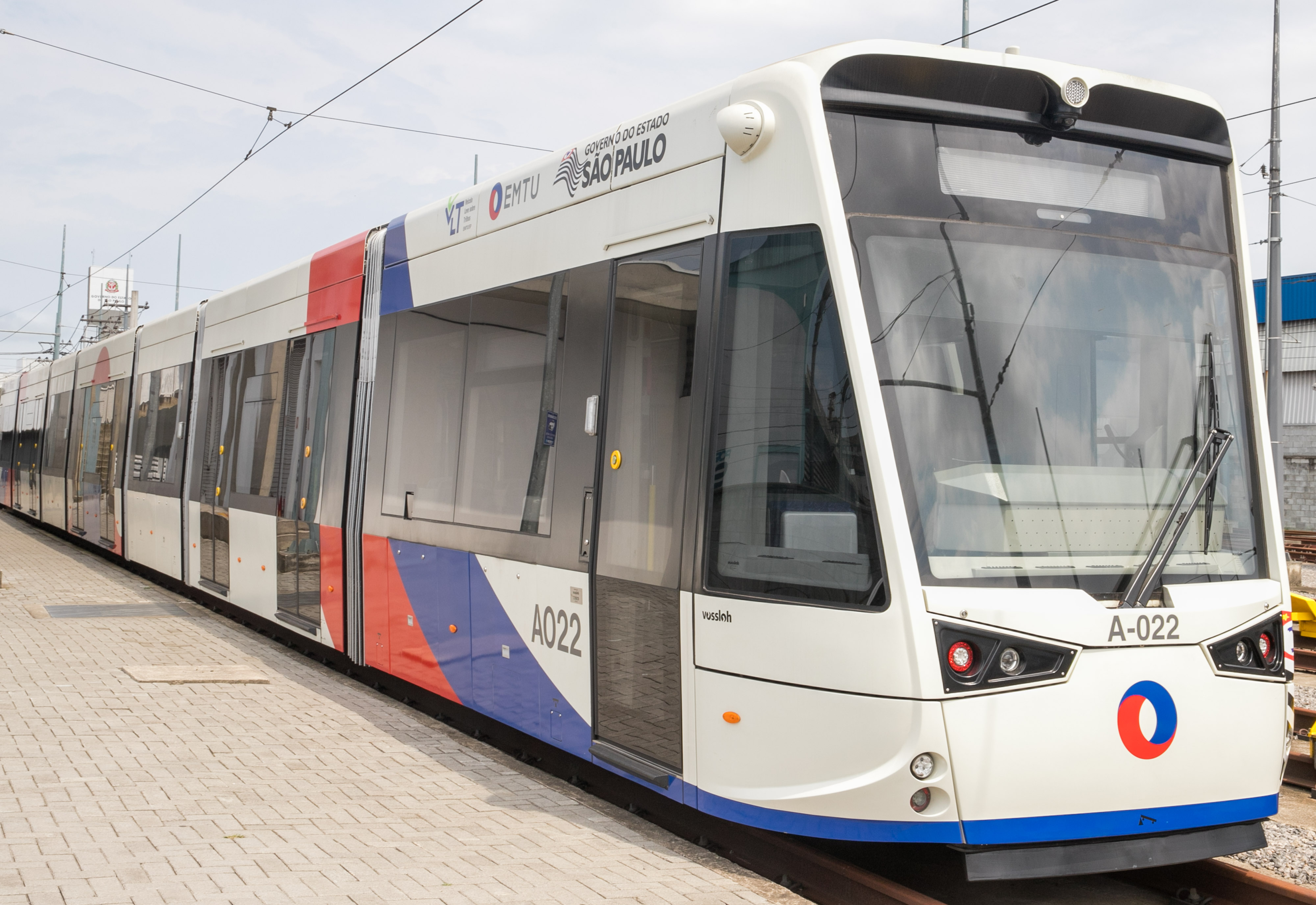
ブラジル：サントス